# Túnel de Occidente

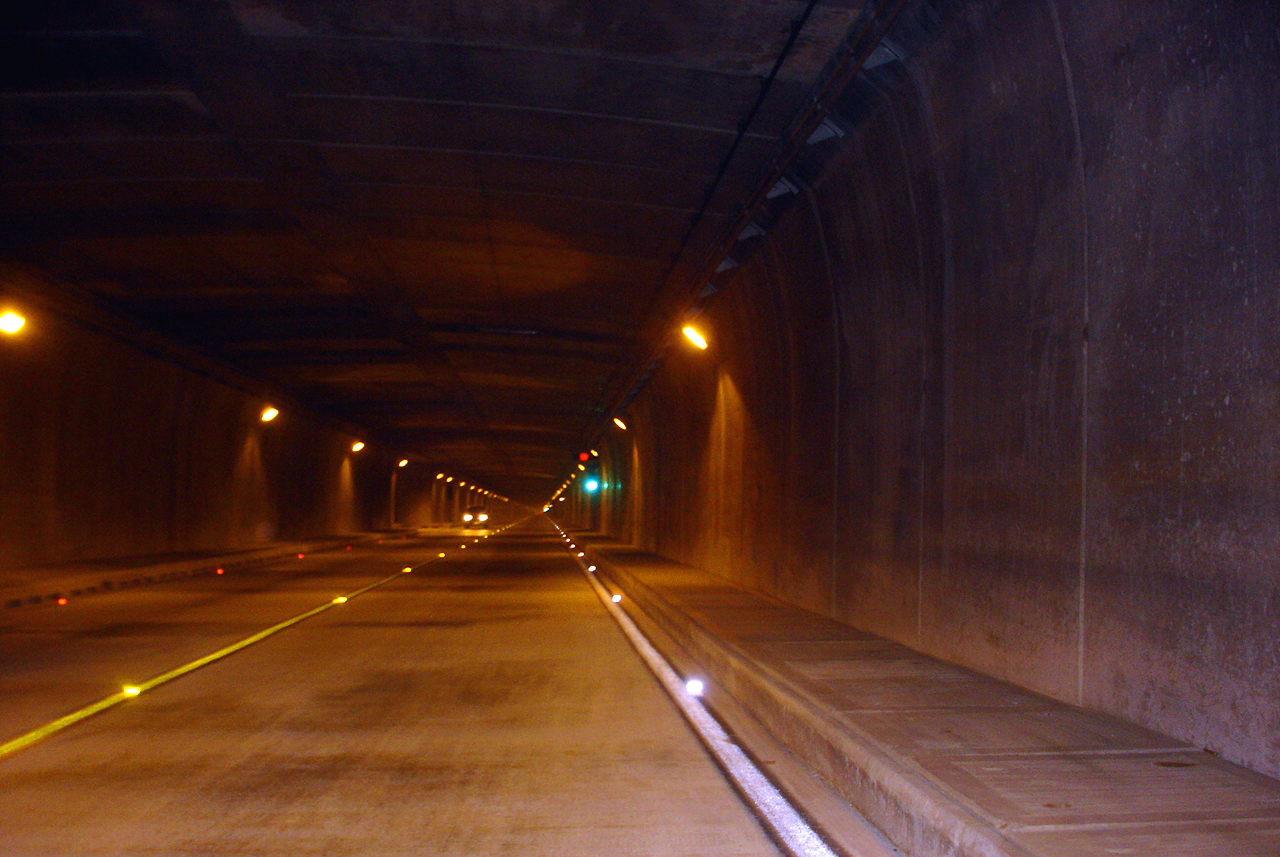
Innenansicht Túnel Fernando Gómez Martínez

Der im Volksmund als Túnel de Occidente bekannte (offiziell Túnel Fernando Gómez Martínez)  ist ein Straßentunnel zwischen den Städten Medellín und San Jerónimo in Kolumbien. Der Tunnel hat eine Länge von 4,6 Kilometern und bietet moderne Sicherheitstechnik und Dienstleistungen für die Nutzer. Er wurde am 20. Januar 2006 eröffnet und ist das drittgrößte Tunnelbauwerk in Lateinamerika. Die Bauzeit betrug acht Jahre.

## Technik
An jedem Ende des Tunnels befindet sich eine Leitwarte, die mehr als 50 Fernsehkameras kontrollieren und die rund 800 Lampen bedienen kann. Es wurden 220 Kilometer elektrische Leitungen verbaut. Der Tunnel verfügt über eine Lüftungs- und automatische Sprinkleranlage, die das Löschwasser aus dem Leitungsnetz und aus Tanks mit einer Lagerkapazität von 142.000 Litern entnehmen kann. Die Leitwarten können über die Autoradiofrequenz 106,9 MHz die durch- und einfahrenden Nutzer mit Informationen versorgen. Die durchschnittliche Durchfahrtszeit beträgt 5 bis 6 Minuten.